# Collinder 70
Collinder 70 ist ein offener Sternhaufen im Sternbild Orion und ca. 1300 Lichtjahre entfernt. Bereits freiäugig sind etwa 8 bis 15 Sterne zu sehen. Mit rund 3° Durchmesser ist er nach der Ursa-Major-Gruppe einer der großflächigsten Sternhaufen und wurde von Per Collinder in den nach ihm benannten Katalog aufgenommen. Er enthält mit Alnilam und Alnitak zwei der drei Gürtelsterne des Sternbilds Orion und weitere 130 Sterne, von denen die meisten heller als 10 mag sind, während der dritte Gürtelstern, Mintaka, möglicherweise dem Zentrum eines kleinen, von Collinder 70 zu trennendem offenen Sternhaufens angehört, der provisorisch als Mintaka-Haufen bezeichnet wird.
Unter allen offenen Sternhaufen am Nachthimmel ist Collinder 70 zusammen mit der Ursa-Major-Gruppe der hellste in Bezug auf die integrierte Helligkeit (0,4 mag).
Collinder 70 ist ein äußerst junger Sternhaufen, dessen Alter 5 Millionen Jahren beträgt, was sich durch zum Haufen gehörende klassische T-Tauri-Sterne und große, heiße B0-Sterne wie z. B. Alnilam belegen lässt. Dementsprechend enthält er auch viele Sterne, die noch nicht der Hauptreihe angehören und noch im Zustand des Kollabierens sind. Es konnten auch einige Braune Zwerge in der Umgebung von Alnilam nachgewiesen werden.